# Station Wrocław Popowice
Station Wrocław Popowice is een spoorwegstation in de Poolse plaats Wrocław.